# 马塞尔·米纳尔
马塞尔·米纳尔（法語：Marcel Minnaert，1893年2月12日—1970年10月26日），男，荷兰天文学家，乌特勒支大学教授。